# F356 Peter Tordenskiold
Peter Tordenskiold var en af Søværnets tre korvetter af Niels Juel-klassen. Skibet blev bygget på Aalborg Værft og indgik i aktiv tjeneste i 1982.
Skibet er navngivet efter den dansk-norske søhelt Peter Tordenskiold og er ofte benævnt med forkortelsen PETO. Skibet har deltaget i flere internationale operationer, blandt andet i FN-blokaden i Adriaterhavet mod det tidligere Jugoslavien samt i UNIFIL ud for den libanesiske kyst. Skibet udgik af flådens tal 18. august 2009 og blev hugget op på Lindøværftets tidligere område i februar 2013.
Skibet er det tredje skib i søværnets historie, der har båret navnet Tordenskiold:
- Tordenskjold (fregat, 1854-1872)
- Tordenskjold (panserskib, 1882-1908)
- Peter Tordenskiold (korvet, 1982-2009)

## Eksterne links
- Wikimedia Commons har flere filer relateret til F356 Peter Tordenskiold
- Flådens historie: Peter Tordenskiold Arkiveret 11. januar 2011 hos  Wayback Machine